# Ducy-Sainte-Marguerite
Ducy-Sainte-Marguerite é uma comuna francesa na região administrativa da Normandia, no departamento Calvados. Estende-se por uma área de 3,63 km². Em 2010 a comuna tinha 167 habitantes (densidade: 46 hab./km²).